# Turon, Kansas
Turon är en ort i Reno County i Kansas. Vid 2010 års folkräkning hade Turon 387 invånare.